# 弥努摩内親王
弥努摩内親王（みぬまないしんのう））は、光仁天皇の皇女。母は県主島姫。右大臣神王の室。名は美努摩、弥奴摩とも。

## 生涯
宝亀元年（770年）父である光仁天皇の即位に際し、異母姉の能登女王と共に四品に叙せられ、内親王になる。宝亀6年（775年）に娘の浄庭女王が酒人内親王の退下をうけて斎王に卜定されているので、これより前に従兄である神王の室になっていたとされる。宝亀11年（780年）、三品に昇叙。
延暦24年（805年）に僧59人を朝廷から与えられた。大同5年（810年）2月に薨去。

## 系譜
- 父：光仁天皇
- 母：県主島姫
- 夫：神王
  - 王女：浄庭女王